# José Tomás Boves

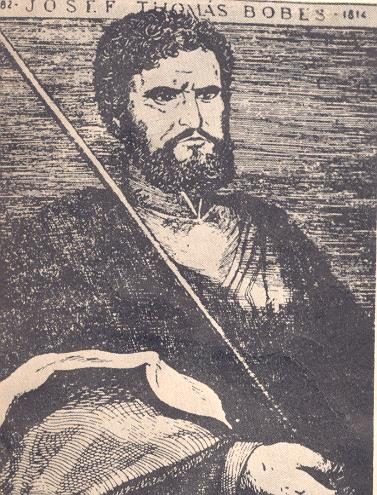
José Tomás Boves

José Tomás Boves Rodríguez (* 18. September 1782 in Oviedo; † 5. Dezember 1814 bei Urica) war ein Heerführer auf der Seite der spanischen Kolonialmacht während der venezolanischen Unabhängigkeitskriege.

## Leben
Der aus Asturien stammende Boves erhielt eine Ausbildung zum Navigator und Lotse, was zur Anstellung bei der spanischen Marine führte. Er betätigte sich in der Folge auch als Schmuggler, was ihn eine Haftstrafe einbrachte. Diese konnte in eine Verbannung nach Calabozo umgewandelt werden (der Ort, dessen Name Kerker bedeutet, war eine Kolonie von Zwangsarbeitern zur Versorgung der Zentralregion mit landwirtschaftlichen Gütern). Nach der Entlassung betrieb er einen (nicht sehr angesehenen) Kolonialwarenhandel mit Ausschank und Viehhandel. Am Beginn der Unabhängigkeitsbewegung 1810 wollte er zur Versorgung der Patrioten beitragen, wurde aufgrund seines niederen Ansehens jedoch abgewiesen. Wegen persönlicher Streitigkeiten wurde er wegen Verrat zum Tod verurteilt, sein Laden zerstört und seine Frau umgebracht.
Als ihn die Königstreuen 1812 in Calabozo befreiten, schloss Boves sich ihnen an. Er zeichnete sich durch Brutalität aus und erhielt den Posten des Kommandanten der berittenen Milizen in Calabozo. 1813 baute er seine Truppe weiter aus und unternahm kleinere Feldzüge. Gemeinsam mit Francisco Tomás Morales, der die Infanterie führte, brachte er die von Simón Bolívar gegründete Zweite Republik 1814 nach einer anfänglichen Niederlage gegen ein Heer des Generals José Félix Ribas zuerst in Bedrängnis und schließlich zu Fall. Boves verfolgte die nach Osten abziehenden Republikaner und scheute sich nicht, Tausende von fliehenden Zivilisten abzuschlachten. In der letzten Schlacht bei Urica am 5. Dezember, in der er die verbliebenen Truppen der Patrioten vernichtete, töteten ihn die Lanzenreiter von Pedro Zaraza. Sein Stellvertreter Morales beendete den Feldzug mit der erneuten Unterwerfung Venezuelas und wurde an Boves Stelle Oberbefehlshaber in Venezuela.